# Leonard Achleuthner
Leonhard II. Achleuthner (* 10. Jänner 1826 in Helmberg (Kremsmünster); † 15. Februar 1905 in Kremsmünster) war ein österreichischer Geistlicher und Politiker.

## Leben
Leonhard Achleuthner wurde in der Ortschaft Helmberg der Gemeinde Kremsmünster geboren. Er besuchte als Knabe die Volksschule, später das Gymnasium und Lyceum des Stifts Kremsmünster. Nach dem Studium trat er am 15. September 1845 in dieses Stift ein. Von 1846 bis 1850 besuchte er die theologische Diözesanlehranstalt in Linz und wurde am 22. Juli 1850 zum Priester geweiht. Er studierte an der Universität Wien von 1850 bis 1853 Philologie, unterrichtete dann am Stiftsgymnasium Latein und Griechisch, war 1869–1877 auch Bibliothekar und ab 1873 Archivar des Stiftes. Von 1877 bis 1881 war er Direktor des Stiftsgymnasiums. 1877 ließ er zur 11. Säkularfeier des Stiftes das älteste Urbarium von Kremsmünster aus dem Jahre 1299 in Druck erscheinen. Im September 1891 weihte er das neue Gymnasialgebäude des Stifts Kremsmünster ein.
Nachdem Abt Cölestin Josef Ganglbauer zum Erzbischof von Wien berufen worden war, wurde Achleuthner am 28. September 1881 zum Abt des Stiftes gewählt, was er bis zu seinem Tod 1905 blieb. Er kam 1882 als Vertreter des Großgrundbesitzes in den o.ö. Landtag. Am 14. September 1884 ernannte ihn Kaiser Franz-Josef zum, Landeshauptmann von Oberösterreich, ein Amt, das er bis 26. Jänner 1897 bekleidete. Seit 1887 war er auch Mitglied des Herrenhauses (Mittelpartei).
Er war Träger des Komturkreuzes des Franz-Josephs-Ordens mit Stern und Ehrenbürger mehrerer oberösterreichischer Gemeinden.

## Schriften
- De Qualteri Castellionensis Alexandreide. Schulprogramm Stiftsgymnasium Kremsmünster 1861.
- Bonifaz Schwarzenbrunners historische Thätigkeit. Schulprogramm Stiftsgymnasium Kremsmünster 1867.

- Das älteste Urbarium von Kremsmünster. Zur ellften Saecular-Feier des Stiftes. Kaiserlich-königliche Hof- und Staatsdruckerei, Wien 1877.